# Opći izbori u Urugvaju 2004.
Opći izbori u Urugvaju 2004. održani su 31. listopada 2004. te su se na njima istovremeno birali zastupnici u Parlamentu i predsjednik Urugvaja. Održan je samo prvi krug izbora, jer su već u njemu stranka Široki front i predsjednički kandidat Tabaré Vázquez osvojili više od 50% glasova i time prešli izbornu granicu.

## Rezultati

### Predsjednički
| Kandidat                      | Stranka                            | Osvojeni glasovi | %    |
| ----------------------------- | ---------------------------------- | ---------------- | ---- |
| Tabaré Vázquez                | Široki front–Progressive Encounter | 1.124.761        | 51,7 |
| Jorge Larrañaga               | Narodna stranka                    | 764.739          | 35,1 |
| Guillermo Stirling            | Stranka Colorado                   | 231.036          | 10,6 |
| Pablo Mieres                  | Neovisna stranka                   | 41.011           | 1,9  |
| Victor Lissidini              | Stranka "Nepopustiljivi"           | 8.572            | 0,4  |
| Aldo Lamorte                  | Građanski savez                    | 4.859            | 0,2  |
| Julio Vera                    | Liberalna stranka                  | 1.548            | 0,1  |
| Rafael Fernández              | Radnička stranka                   | 513              | 0,0  |
| Nevažeći/prazni listići       | Nevažeći/prazni listići            | 52.421           | –    |
| Ukupno:                       | Ukupno:                            | 2.229.460        | 100  |
| Upisanih birača (% izlaznost) | Upisanih birača (% izlaznost)      | 2.487.816        | 89,6 |
| Izvor: Dieter Nohlen          |                                    |                  |      |

### Parlamentarni
| Stranka                                                                                          | Glasovi   | %    | Zastupnički dom | Zastupnički dom | Senat  | Senat |
| Stranka                                                                                          | Glasovi   | %    | Mjesta          | +/–             | Mjesta | +/–   |
| ------------------------------------------------------------------------------------------------ | --------- | ---- | --------------- | --------------- | ------ | ----- |
| Široki front–Progressive Encounter                                                               | 1.124.761 | 51,7 | 52              | +12             | 16     | +4    |
| Narodna stranka                                                                                  | 764.739   | 35,1 | 36              | +14             | 11     | +4    |
| Stranka Colorado                                                                                 | 231.036   | 10,6 | 10              | –23             | 3      | –7    |
| Neovisna stranka                                                                                 | 41.011    | 1,9  | 1               | novi'           | 0      | novi  |
| Stranka "Nepopoustljivi"                                                                         | 8.572     | 0,4  | 0               | –               | 0      | –     |
| Građanski savez                                                                                  | 4.859     | 0,2  | 0               | –               | 0      | –     |
| Liberalna stranka                                                                                | 1.548     | 0,1  | 0               | –               | 0      | –     |
| Radnička stranka                                                                                 | 513       | 0,0  | 0               | –               | 0      | –     |
| Nevažeći/prazni listići                                                                          | 52.572    | –    | –               | –               | –      | –     |
| Ukupno:                                                                                          | 2.229.611 | 100  | 99              | 0               | 30     | –1    |
| Upisanih birača (% izlaznost)                                                                    | 2.487.816 | 89,6 | –               | –               | –      | –     |
| Izvor: Corte Electoral Arhivirana inačica izvorne stranice od 20. lipnja 2016. (Wayback Machine) |           |      |                 |                 |        |       |

## Vanjske poveznice
- (šp.) Republičko sveučilište u Urugvaju - Fakultet političkih znanosti: obrada rezultata  Arhivirana inačica izvorne stranice od 27. prosinca 2013. (Wayback Machine)